# شرق سويسرا
شرق سويسرا هو إحدى المناطق الواقعة في شمال جبال الألب في غلاروس، تشمل كانتونات شافهاوزن وثورجو وسانت غالن وأبنزل أوسيرهودن وأبنزل إينرهودن وغلاروس.